# 23. januar
23. januar je 23. dan leta v gregorijanskem koledarju. Ostaja še 342 dni (343 v prestopnih letih).

## Dogodki
- 1899 – družba Bayer vloži patentno vlogo za aspirin
- 1915 – kapitulacija Črne gore
- 1920 – Nizozemska zavrne zahtevo antante po izročitvi Viljema II.
- 1927 – prve in edine volitve v oblastne skupščine Slovenije
- 1937 – v Španijo se odpravi prva skupina jugoslovanskih prostovoljcev, t. i. španskih borcev
- 1943:
  - britanske enote vkorakajo v Tripolis
  - Slovenska akademija znanosti in umetnosti sprejeta v italijanski Narodni svet akademij (Consiglio nazionale delle Academie)
- 1945 – burmanska pot je spet odprta
- 1950 – izraelski kneset razglasi Jeruzalem za glavno mesto države
- 1960 – Jacques Piccard in Don Walsh se z batiskafom Trieste v Marianskem jarku potopita do rekordne globine 10.916 metrov
- 2006 – v železniški nesreči pri Biočah (Črna gora) umre najmanj 45 ljudi, medtem ko je 184 ranjenih

## Rojstva
- 1350 – Vincent Ferrer, katalonski misijonar, teolog, svetnik († 1419)
- 1783 – Marie-Henri Beyle - Stendhal, francoski pisatelj († 1842)
- 1801 – Lars Johan Hierta, švedski novinar, politik († 1872)
- 1813 – Jacobine Camilla Wergeland-Collett, norveška pisateljica, feministka († 1895)
- 1832 – Édouard Manet, francoski slikar († 1883)
- 1840 – Ernst Karl Abbe, nemški fizik († 1905)
- 1857 – Andrija Mohorovičić, hrvaški meteorolog, geofizik († 1936)
- 1862 – David Hilbert, nemški matematik († 1943)
- 1872 – Jože Plečnik, slovenski arhitekt († 1957)
- 1872 – Paul Langevin, francoski fizik († 1946)
- 1876 – Alfredo Niceforo, italijanski sociolog, kriminolog, statistik († 1960)
- 1878 – Oton Župančič, slovenski pesnik († 1949)
- 1898 – Sergej Mihajlovič Eisenstein, ruski filmski režiser († 1948)
- 1907 – Blažena Marija Antonija Fabjan, slovenska redovnica, mučenka in svetnica († 1941)
- 1910 – Jean Baptiste »Django« Reinhardt, romski kitarist († 1953)
- 1924 – sir Michael James Lighthill, angleški matematik († 1998)
- 1957 – Caroline Louise Marguerite, hanoverska princesa, dedna monaška princesa

## Smrti
- 446 – Fan Je, kitajski zgodovinar in politik (* 389)
- 1002 – Oton III., rimsko-nemški cesar (* 980)
- 1187 – Subislav I., vojvoda Pomerelije (* 1130)
- 1220 – Bogislav II., vojvoda Pomeranije (* 1177)
- 1235 – Umar Ibn al-Farid, arabski pesnik (* 1181)
- 1252 – Izabela Kilikijska, kraljica in regentinja Kilikijske Armenije (* 1216)
- 1297 – Florenc Hainauški, ahajski knez (* 1255)
- 1312 – Izabela Villehardouinška, ahajska kneginja (* 1263)
- 1348 – Karel Draški, napolitanski princ, vojvoda Drača (* 1323)
- 1363 – Peter Kröll von Hall, lavantinski škof
- 1512 – Vlad V. Mlajši, vlaški knez (* 1488)
- 1744 – Giambattista Vico, italijanski filozof in zgodovinar (* 1668)
- 1810 – Johann Wilhelm Ritter, nemški fizik, kemik (* 1776)
- 1837 – John Field, irski pianist, skladatelj (* 1782)
- 1864 – Johann Lukas Schönlein, nemški zdravnik (* 1793)
- 1875 – Charles Kingsley, angleški pisatelj (* 1819)
- 1883 – Paul Gustave Doré, francoski ilustrator (* 1832)
- 1923 – Simon Maximilian Südfeld - Max Nordau, judovski zdravnik, pisatelj, sionist (* 1849)
- 1931 – Ana Pavlovna Pavlova, ruska plesalka (* 1881)
- 1944 – Edvard Munch, norveški slikar (* 1863)
- 1983 – George Cukor, ameriški filmski režiser (* 1899)
- 1987 – Gregor Strniša, slovenski pesnik, dramatik (* 1930)
- 1989 – Salvador Domenec Felip Jacint Dalí Domenech, katalonski (španski) slikar (* 1904)
- 1991 – Herman Northrop Frye, kanadski književni kritik (* 1912)
- 1993
  - Thomas A. Dorsey, ameriški gospel glasbenik (* 1899)
  - Robert Sutton Harrington, ameriški astronom (* 1942)
- 2002 – Pierre Bourdieu, francoski filozof in sociolog (* 1930)
- 2015 – Abdulah bin Abdul Aziz, kralj Saudove Arabije (* 1924)
- 2021
  - Hal Holbrook, ameriški igralec (* 1925)
  - Larry King, ameriški televizijski voditelj (* 1933)

## Goduje
- sveti Janez Usmiljeni
- sveti Ildefonz
- sveti Rajmund Penjafortski
- blaženi Henrik Suzo (dominikanci)